# Păcii (métro de Bucarest)
Păcii, en français Paix, est une station de métro roumaine de la ligne M3 du métro de Bucarest. Elle est située boulevard Luliu Maniu au croisement avec l'avenue Valea Cascadelor, dans le quartier Roșu, secteur 6 à l'ouest de la ville de Bucarest.
Elle est mise en service en 1983.
Exploitée par Metrorex elle est desservie par les rames de la ligne M3 qui circulent quotidiennement entre 5 h 0 et 23 h 0 (heure de départ des terminus). À proximité un arrêt est desservie par des trolleybus et des bus.

## Situation sur le réseau
Établie en souterrain, la station Păcii est établie sur la ligne M3 du métro de Bucarest, entre la station terminus Preciziei et la station Gorjului en direction d'Anghel Saligny.

## Histoire
La station Păcii est mise en service le 19 août 1983, lors de l'ouverture à l'exploitation du tronçon d'Eroilor à Industriilor (ancien nom de la station terminus Preciziei.

## Service des voyageurs

### Accueil
La station dispose de deux bouches sur le boulevard Luliu Maniu. Des escaliers, ou des ascenseurs pour les personnes à mobilité réduite, permettent de rejoindre la salle des guichets et des automates pour l'achat des titres de transport (un ticket est utilisable pour un voyage sur l'ensemble du réseau métropolitain).

### Desserte
À la station Păcii la desserte quotidienne débute avec le passage des rames parties des stations terminus à 5 h 0 et se termine avec le passage des dernières rames ayant pris le départ à 23 h 0 des stations terminus.

### Intermodalité
À proximité de la station un arrêt est desservi par les transports en commun urbains de la ville : des trolleybus (lignes 62), des bus (lignes 136, 137, 138, 178, 431, 432, 433 et 478).